# تنها عشق من
تنها عشق من (عربی: حبي الوحيد) فیلمی در ژانر رمانتیک به کارگردانی کمال الشیخ است که در سال ۱۹۶۰ منتشر شد. از بازیگران آن می‌توان به عمر شریف، نادیا لطفی، و کمال الشناوی اشاره کرد.